# Мамонт (фільм, 2006)
Ма́монт (англ. Mammoth) — американський науково-фантастичний комедійний телевізійний фільм жахів 2006 року. Режисер, автор сценарію та продюсер Тім Кокс.

## Про фільм
Метеор, у якому перебувають інопланетяни, врізається в музей епохи плейстоцену (Блеквотер, штат Луїзіана). Надзвичайна подія повертає до життя частково замороженого шерстистого мамонта; прибульці імплантуються у тварину.
Інопланетяни беруть контроль над мамонтом, і починається хаос. Розлюченому мамонту перешкоджають федеральні слідчі, місцева влада, палеонтолог й куратор музею доктор Френк Абернаті, донька куратора музею Джек, підліток Сквіреллі та батько доктора Абернаті Саймон (який за іронією долі є ентузіастом B-Movie).

## Знімались
| Актор                 | Роль      |
| --------------------- | --------- |
| Вінсент Вентреска     | Френк     |
| Константін Драганеску | Гордон    |
| Саммер Глау           | Джек      |
| Том Скерріт           | Саймон    |
| Кол Вільямс           | Сквіреллі |
| Лейла Арчієрі         | Паверс    |
| Кока Блос             | Оліве     |